# استیون سسون
استیون جی سَسون (متولد ۴ ژوئیه ۱۹۵۰ در بروکلین، نیویورک) یک مهندس برق آمریکایی و مخترع دوربین دیجیتال می‌باشد. سسون، فارغ‌التحصیل از مؤسسه پلی‌تکنیک رنسلیر در رشته مهندسی برق است.